# Le Chalet
Le Chalet (Chatka w górach) – opera (opéra comique) w 1 akcie francuskiego kompozytora Adolpha Adama z 1834. Libretto do niej napisali Eugène Scribe i Anne Honoré Joseph Mélesville na podstawie bagateli Goethego – Jery und Bätely.
Prapremiera miała miejsce 25 października 1834 w Paryżu w Opéra-Comique.
Le Chalet była pierwszym sukcesem Adama, na deskach Opery Komicznej była grana 1500 razy. Libretto posłużyło później  Dionizettiemu i Moniuszce.

## Treść
Wydarzenia rozgrywają się z kantonie Appenzell w Szwajcarii podczas wojen napoleońskich.
Historia opowiada o nieszczęśliwej miłości Daniela do Bettly. Daniel, zwiedziony fałszywym listem miłosnym od Bettly, postanawia wyprawić wesele. Po uświadomieniu sobie pomyłki postanawia zaciągnąć się do oddziału wojskowego stacjonującego w górskiej chatce Bettly. Jednak dzięki pomocy Maksa, brata Bettly, ta w końcu podpisuje kontrakt ślubny.

## Postaci
- Daniel (tenor) – młodzieniec
- Maks (baryton) – oficer
- Bettly (mezzosopran) – dziewczyna
- żołnierza, chłopcy, dziewczęta

## Muzyka
Adam w pracy nad operą wykorzystał starą kantatę Ariadna na Naxos (1825).
Najsłynniejszą arią z opery jest aria Maksa Vallons de Helvétie (Szwajcarskie doliny).